# Toronto Ontarios
Toronto Ontarios (pozdějším názvem: Toronto Shamrocks) byl profesionální kanadský klub ledního hokeje, který sídlil v Torontu v provincii Ontario. V letech 1913–1915 působil v profesionální soutěži National Hockey Association. Své domácí zápasy odehrával v hale Mutual Street Arena s kapacitou 7 500 diváků. Založen byl v roce 1913 z licence zaniklého Toronto Tecumsehs. Existence tohoto týmu byla ovšem stejně krátká jako jeho předchůdce, zanikl již v roce 1915. Po jeho zániku byla frančíza prodána kanadským vojákům.

## Historické názvy
Zdroj: 
- 1913 – Toronto Ontarios
- 1915 – Toronto Shamrocks

## Umístění v jednotlivých sezonách
Stručný přehled
Zdroj: 
- 1913–1915: National Hockey Association

Jednotlivé ročníky
Zdroj: 
Legenda: Z - zápasy, V - výhry, VP - výhry v prodloužení, R - remízy, P - porážky, PP - porážky v prodloužení, VG - vstřelené góly, OG - obdržené góly, +/- - rozdíl skóre, B - body, KPW - Konference Prince z Walesu, CK - Campbellova konference, ZK - Západní konference, VK - Východní konference, fialové podbarvení - reorganizace, změna skupiny či soutěže
| Kanada (1913 – 1915) |      |        |    |   |    |   |    |    |    |     |     |    |        |          |
| Sezóny               | Liga | Úroveň | Z  | V | VP | R | PP | P  | VG | OG  | +/- | B  | Pozice | Play-off |
| 1913/14              | NHA  | –      | 20 | 4 | –  | 0 | –  | 16 | 61 | 118 | -57 | 8  | 6.     | –        |
| 1914/15              | NHA  | –      | 20 | 7 | –  | 0 | –  | 13 | 76 | 96  | -20 | 14 | 5.     | –        |